# Pomnik Kazimierza Lisowskiego
Pomnik Kazimierza Lisowskiego – pomnik polskiego działacza narodowego, prezesa Towarzystwa Rzemieślników Polskich w przedwojennej Zielonej Górze autorstwa zielonogórskiego artysty Leszka Krzyszowskiego. Odsłonięty 25 września 1985 roku. Granitowa rzeźba należy do pokłosia Zielonogórskich Spotkań Rzeźbiarskich odbywających się w latach 70. i 80. w Zielonej Górze.

## Opis pomnika
Pomnik w formie granitowego popiersia został postawiony z inicjatywy zielonogórskiego rzemiosła w 50. rocznicę śmierci Lisowskiego na skwerze będącym częścią placu Powstańców Wielkopolskich niedaleko budynku Elżbietanek w Zielonej Górze. Na pomniku umieszczona jest tablica z informacją:
Kazimierzowi Lisowskiemu w 50-tą rocznicę śmierci 

rzemiosło zielonogórskie 

Zielona Góra 25 IX 1985 